# Bojana Marković
Pour les articles homonymes, voir Marković.
Bojana Marković est une joueuse de volley-ball serbe née le 20 juin 1990. Elle mesure 1,78 m et joue au poste de réceptionneuse-attaquante. 

## Clubs
| Club               | De        | À         |
| ------------------ | --------- | --------- |
| Jedinstvo Uzice    | 2000-2001 | 2006-2007 |
| ŽOK Dinamo         | 2007-2008 | 2009-2010 |
| OK Tent            | 2010-2011 | 2011-2012 |
| Istres OPVB        | 2012-2013 | 2012-2013 |
| Stade Français     | 2013-2014 | 2013-2014 |
| Béziers Volley     | 2014-2015 | 2014-2015 |
| ASPTT Mulhouse     | 2015-2016 | 2018-2019 |
| Volero Le Cannet   | 2019-2020 | 2019-2020 |
| CS Volei Alba-Blaj | 2020-2021 | …         |

## Palmarès
- Championnat de France
  - Vainqueur : 2017.